# Ibn al-Furat (família)
Els Banu l-Furat (àrab: بنو الفرات, Banū l-Furāt) fou una família xiïta que va donar alguns visirs i alts càrrecs als abbàssides i ikhxídides.
El primer membre conegut fou Úmar ibn al-Furat, que fou delegat de l'alida Alí ar-Ridà i fou executat a Bagdad el 818/819 per orde d'Ibrahim ibn al-Mahdí.
El primer que va ocupar un càrrec administratiu fou Muhàmmad ibn Mussa. Foren els seus fills i descendents els que van destacar:
- Abu-l-Abbàs Àhmad ibn Muhàmmad ibn Mussa al-Hàssan ibn al-Furat, ministre de finances vers 892-904
- Abu-l-Hàssan Ali ibn Muhàmmad ibn Mussa ibn al-Furat, visir diverses vegades 908-924
- Abu-l-Khattab Jàfar ibn Muhàmmad ibn Mussa ibn al-Furat, ministre de finances 908
  - Abu-l-Fat·h al-Fadl ibn Jàfar ibn al-Furat, conegut també com a Ibn Hinzaba, visir 932 i 937-938
    - Abu-l-Fadl Jàfar ibn Abi-l-Fat·h ibn al-Furat, visir dels ikhxídides
      - ?
        - Abu-l-Abbàs al-Fadl ibn Jàfar, efímer visir fatimita